# جان لیکلی
جان لیکلی (انگلیسی: John Leekley؛ زادهٔ) کارگردان فیلم، تهیه‌کننده تلویزیونی و فیلم‌نامه‌نویس اهل ایالات متحده آمریکا است.
از فیلم‌ها یا مجموعه‌های تلویزیونی که وی در آن‌ها نقش داشته‌است، می‌توان به نایت رایدر ۲۰۱۰ و ولف لیک اشاره نمود.